# Team Kaylie
 (juin 2020).
Si vous disposez d'ouvrages ou d'articles de référence ou si vous connaissez des sites web de qualité traitant du thème abordé ici, merci de compléter l'article en donnant les références utiles à sa vérifiabilité et en les liant à la section « Notes et références ».
Team Kaylie, ou Équipe Kaylie au Québec, est une série télévisée humoristique américaine créée par Tracy Bitterolf, développée par Pamela Eells O'Connell, réalisée par Bob Koherr, et diffusée depuis le 23 septembre 2019 sur Netflix.

## Production
Il a été annoncé en août 2019, une novelle série nommé Team Kaylie développée par Pamela Eells O'Connell (qui a aussi développée les séries Jessie , Camp Kikiwaka ...)
Il a d'abord été commander 20 épisodes diffusés de fin 2019-début 2020, séparée en 3 saisons de 5,6 et 9 épisodes.
Il y a eu de nombreuses rumeurs à propos d'une saison 4, mais la plateforme Netflix n'a jamais annoncé cette nouvelle saison, peut-être que la série a été annulée, ou mise en pause...

## Synopsis
Kaylie, 19 ans, appartient à une famille riche et tous les autres rêvent de l’imiter. Un tribunal la condamne à effectuer des travaux d’intérêt général et, dans ce cadre, elle doit diriger une classe d’élèves défavorisés d’un collège dans la préparation et l’exécution d’une excursion en camping. Voilà ce qu’elle doit concilier avec la vie qu’elle a menée jusqu’ici dans la haute société. Avec le temps, elle se lie d’amitié avec les élèves et se rend compte qu’elle ne peut pas toujours répondre aux grandes attentes de sa mère.

## Distribution

### Acteurs principaux
- Bryana Salaz (en) (VF : Diane Dassigny) : Kaylie Konrad
- Alison Fernandez (VF : Gwenaëlle Jegou) : Amber
- Symera Jackson (VF : Lucille Boudonnat) : Jackie
- Elie Samouhi (VF : Dolly Vanden) : Chewey
- Kai Calhoun (VF : Maryne Bertieaux) : Ray Ray
- Eliza Pryor (VF : Cécile Gatto) : Valeria

### Acteurs récurrents
- Rosa Blasi (VF : Véronique Alycia) : Kit Konrad (11 épisodes)
- David Gridley (VF : Nathanel Alimi) : Colt Axelrod (10 épisodes)
- Nicole Sullivan (VF : Juliette Poissonnier) : Principal Dana (8 épisodes)
- Brian Stepanek (VF : Edouard Eftimakis) : Officier Stevie (4 épisodes)
- Scarlett Abinante (VF : Clara Quilichini) : Kamantha Konrad (3 épisodes)
- Tait Blum (VF : Fanny Bloc) : Logan Bane (4 épisodes)
- Telci Huynh (VF : Clémentine Blayo) : Tiffany (4 épisodes)
- Travis Burnett : Freddie (2 épisodes)

### Invités
- Tyler Oakley : lui-même
- Kevin Chamberlin : Anton
- Beth Crosby : Foley
- Nico Greetham : Tristan
- Dylan Mattina : Dylan
- Corey Allen Kotler : Billy
- Peter Allen Vogt : Bruce
- Boone Nelson : Bruce Jr.
- Larry VanBuren Jr. : Leopard
- Regan Burns : John M. Bezel
- Alec Mapa : Gerald
- Vernee Watson : Mme la juge, Lapidus
- Tate Hanyok : Attorney Shilpi Roy
- Anna Grace Barlow : Margot McCandless
- Jill Basey : Mamy Dee-Dee
- Susi Campos : Susana
- Merrick Hanna : Breadley
- Terri Hoyos : Consuelo
- Jeff Meacham : Felix
- Britt Rentschler : JPOWW

### Personnages non-crédités
- Joshua Han : le petit-copain de JPOWW
- Joey Richter : homme de la sécurité
- Billy McCartney : un des amis de Léopard
- Moog Ferlita : une fan de Kaylie

 Source et légende : version française (VF) sur RS Doublage

## Épisodes
| Saison | Saison | Épisodes | diffusion sur Netflix |
| ------ | ------ | -------- | --------------------- |
|        | 1      | 5        | 23 septembre 2019     |
|        | 2      | 6        | 2 décembre 2019       |
|        | 3      | 9        | 3 février 2020        |

### Première saison (2019)
| # | Titre       | Diffusion         | Minutes | Code Prod. |
| - | ----------- | ----------------- | ------- | ---------- |
| 1 | Au naturel  | 23 septembre 2019 | 28      | 101        |
| 2 | L'Invasion  | 23 septembre 2019 | 27      | 102        |
| 3 | Le Mensonge | 23 septembre 2019 | 30      | 103        |
| 4 | Coupez !    | 23 septembre 2019 | 28      | 104        |
| 5 | La Statue   | 23 septembre 2019 | 30      | 105        |

### Seconde saison (2019)
| #  | ## | Titre                    | Diffusion       | Minutes | Code Prod. |
| -- | -- | ------------------------ | --------------- | ------- | ---------- |
| 6  | 1  | Question d'improvisation | 2 décembre 2019 | 25      | 201        |
| 7  | 2  | La Sortie en bateau      | 2 décembre 2019 | 28      | 202        |
| 8  | 3  | La Collecte de fonds     | 2 décembre 2019 | 25      | 203        |
| 9  | 4  | Les Trouble-fête         | 2 décembre 2019 | 29      | 204        |
| 10 | 5  | La Balançoire secrète    | 2 décembre 2019 | 30      | 205        |
| 11 | 6  | Le Noël des Konrad       | 2 décembre 2019 | 29      | 206        |

### Troisième saison (2020)
| #  | ## | Titre                  | Diffusion      | Minutes | Code Prod. |
| -- | -- | ---------------------- | -------------- | ------- | ---------- |
| 12 | 1  | Intentions cachées     | 3 février 2020 | 28      | 301        |
| 13 | 2  | Sacrée sorcière !      | 3 février 2020 | 28      | 302        |
| 14 | 3  | La Quinceañera         | 3 février 2020 | 29      | 303        |
| 15 | 4  | Le Podcast             | 3 février 2020 | 28      | 304        |
| 16 | 5  | Sorciers et catcheuses | 3 février 2020 | 29      | 305        |
| 17 | 6  | Gare au clown !        | 3 février 2020 | 23      | 306        |
| 18 | 7  | En parfaite harmonie   | 3 février 2020 | 29      | 307        |
| 19 | 8  | Rien ne va plus !      | 3 février 2020 | 28      | 308        |
| 20 | 9  | Traversée interdite    | 3 février 2020 | 30      | 309        |